# Les Escapades de Petitrenaud
Les Escapades de Petitrenaud est une émission culinaire hebdomadaire diffusée sur France 5, présentée par le critique gastronomique Jean-Luc Petitrenaud et produite par MK2.
Diffusée le dimanche, l'émission remplace la précédente émission de Jean-Luc Petitrenaud, Carte postale gourmande, tout en reprenant un concept quasi identique : Jean-Luc Petitrenaud rend visite à un chef renommé à Paris ou en régions.
À partir de la rentrée  2017, Jean-Luc Petitrenaud, fatigué, ne présente plus l'émission et c'est l’animatrice Carinne Teyssandier qui lui succède. Néanmoins le titre de l'émission demeure inchangé malgré le changement de présentateur.

## Horaires
L'émission est diffusée le dimanche à 12 h, et rediffusée le samedi à 12 h 25. Le 12 mars 2018, France 5 annonce l’arrêt de l'émission le 1er avril 2018[réf. nécessaire].